# Psychotria vasiviensis
Psychotria vasiviensis är en måreväxtart som först beskrevs av Johannes Müller Argoviensis, och fick sitt nu gällande namn av Paul Carpenter Standley. Psychotria vasiviensis ingår i släktet Psychotria och familjen måreväxter. Inga underarter finns listade i Catalogue of Life.